# Ilyas Khoja
Ilyas Khoja (+ 1368) fou kan de Transoxiana o Txagatai occidental (1363) i kan de Mogolistan del 1363 al 1368. Era fill de Tughluq Timur i, per tant, net d'Esen Buka I.
El 1362 Tughluq Timur, en tornar a Mogolistan va deixar com a virrei del Kanat de Txagatai occidental al seu fill Ilyas Khoja però a la sortida del pare, diversos amirs es van revoltar dirigits per Amir Husayn dels karaunes i Amir Timur (Tamerlà) dels barles. Enfrontats als mongols i les tribus locals lleials, els rebels van aconseguir la victòria. Llavors va morir Tughluq Timur i Ilyas Khoja va decidir marxar a Mogolistan on estava cridat a exercir com a kan.
El 1365 Ilyas Khoja va tornar a Transoxiana i el maig va derrotar a Amir Husayn i a Amir Timur (que per segona vegada va perdre la direcció dels barles, encara que breument) però quan va arribar a les portes de Samarcanda els habitants li van refusar l'entrada i el setge que va seguir fou desastrós: una plaga entre els cavalls va privar als mongols del seu poder i es van veure forçats a retirar-se de Transoxiana una altra vegada.
Ilyas Khoja va morir el 1368. El amir dels dughlat, Qamar al-Din, que probablement havia estat el causant de la mort del kan, va usurpar el títol de kan tot i no ser genguiskànida. La major part de la família del kan fou assassinada però el seu germà Khizr Khoja (Khidr Khoja) es va poder salvar i el 1389 va retornar al Mogolistan i finalment va assolir el poder restaurant la dinastia txagataïda.